# Berislav Grgić
Berislav Grgić (Novo Selo, 15 febbraio 1960) è un vescovo cattolico bosniaco, dal 31 agosto 2023 prelato emerito di Tromsø.

## Biografia
Monsignor Berislav Grgić è nato a Novo Selo il 15 febbraio 1960.

### Formazione e ministero sacerdotale
Ha compiuto gli studi filosofici e teologici presso l'Alta scuola teologica di Sarajevo.
Il 29 giugno 1986 è stato ordinato presbitero per la diocesi di Banja Luka. In seguito è stato vicario parrocchiale della parrocchia di Stara Rijeka dal 1986 al 1987 e parroco di Glamoč dal 1987 al 1988. Dal 1988 al 1991 ha proseguito gli studi presso la Pontificia Università Gregoriana di Roma ottenendo la licenza in spiritualità. Dal 1991 è stato insegnante presso il seminario minore di Zara.
Durante la guerra in Bosnia ed Erzegovina ha collaborato con la Caritas della sua diocesi da Zagabria. Nell'aprile del 1995 è stato nominato parroco di Budžak, nella diocesi di Banja Luka. È diventato un rifugiato di guerra nell'agosto del 1995 quando le autorità serbo-bosniache che controllavano Banja Luka lo hanno cacciato insieme ai suoi parrocchiani. È andato in Croazia e da lì in Norvegia nel gennaio del 1996. La Conferenza episcopale croata, con l'approvazione della Conferenza episcopale della Bosnia ed Erzegovina, lo ha immediatamente nominato cappellano dei 1200 rifugiati croati nella diocesi di Oslo. Insegnava il catechismo e celebrava la messa in lingua serbo-croata. Dopo aver imparato la lingua norvegese gli è stata affidata la cura pastorale di tutti gli immigranti nella diocesi.
È stato anche cappellano della scuola di S. Sunniva a Oslo dal 2000, vicario parrocchiale della cattedrale di Sant'Olav a Oslo dal 2001, vicario generale della diocesi di Oslo dal 2004 al 2006 e vicario episcopale per la cura pastorale degli immigrati dal 2006 al 2007.
Nel 2007 è stato nominato amministratore parrocchiale di Oberhaching e Deisenhofen nell'arcidiocesi di Monaco e Frisinga.

### Ministero episcopale
Il 18 dicembre 2008 papa Benedetto XVI lo ha nominato prelato di Tromsø, la diocesi più settentrionale del mondo, che si estende dal circolo polare artico fino a Spitsbergen. Ha ricevuto l'ordinazione episcopale il 28 marzo successivo nella cattedrale luterana di Tromsø dal vescovo di Oslo Markus Bernt Eidsvig, co-consacranti il prelato di Trondheim Gerhard Schwenzer e il vescovo di Banja Luka Franjo Komarica. La consacrazione si è svolta nella cattedrale protestante perché quella cattolica era troppo piccola. Vi hanno preso parte l'ambasciatore di Bosnia ed Erzegovina in Norvegia Elma Kovačević e i croati di tutto il paese. Ha preso possesso della prelatura il giorno successivo.
Monsignor Grgić è il primo vescovo di Tromsø non tedesco. Sebbene la sua diocesi sia grande quanto l'intera Bosnia ed Erzegovina è scarsamente popolata e quindi trascorre la maggior parte del suo tempo viaggiando in aereo per raggiungere le diverse comunità. La maggioranza dei 5504 cattolici della sua diocesi non sono norvegesi ma solo quattro sono croati. Oltre alla sua lingua madre, parla italiano, tedesco, inglese e norvegese.
Nel marzo del 2010 e nel giugno del 2018 ha compiuto la visita ad limina.
Il 31 agosto 2023 papa Francesco ha accolto la sua rinuncia al governo pastorale della prelatura territoriale di Tromsø per motivi di salute.

## Genealogia episcopale
La genealogia episcopale è:
- Cardinale Scipione Rebiba
- Cardinale Giulio Antonio Santori
- Cardinale Girolamo Bernerio, O.P.
- Arcivescovo Galeazzo Sanvitale
- Cardinale Ludovico Ludovisi
- Cardinale Luigi Caetani
- Cardinale Ulderico Carpegna
- Cardinale Paluzzo Paluzzi Altieri degli Albertoni
- Papa Benedetto XIII
- Papa Benedetto XIV
- Papa Clemente XIII
- Cardinale Marcantonio Colonna
- Cardinale Giacinto Sigismondo Gerdil, B.
- Cardinale Giulio Maria della Somaglia
- Cardinale Carlo Odescalchi, S.I.
- Cardinale Costantino Patrizi Naro
- Cardinale Lucido Maria Parocchi
- Papa Pio X
- Papa Benedetto XV
- Arcivescovo Sebastiano Nicotra
- Vescovo Pierre Nommesch
- Vescovo Jacques Mangers, S.M.
- Vescovo John Willem Nicolaysen Gran, O.C.S.O.
- Vescovo Gerhard Schwenzer, SS.CC.
- Vescovo Markus Bernt Eidsvig, C.R.S.A.
- Vescovo Berislav Grgić